# Associazione Sportiva Forlì 1927-1928
Questa voce raccoglie le informazioni riguardanti l'Associazione Sportiva Forlì nelle competizioni ufficiali della stagione 1927-1928.

## Rosa
| N. |                   | Ruolo | Calciatore        |
| -- | ----------------- | ----- | ----------------- |
|    | Italia (bandiera) | A     | Badini            |
|    | Italia (bandiera) | D     | Betti             |
|    | Italia (bandiera) | D     | Camprini          |
|    | Italia (bandiera) | P     | Castagnoli        |
|    | Italia (bandiera) | D     | Tonino Gramellini |
|    | Italia (bandiera) | A     | Macrelli          |
|    | Italia (bandiera) | C     | Antonio Mingazzi  |

| N. |                   | Ruolo | Calciatore     |
| -- | ----------------- | ----- | -------------- |
|    | Italia (bandiera) | D     | Aldo Neri      |
|    | Italia (bandiera) | A     | Arrigo Podetti |
|    | Italia (bandiera) | D     | Ricci          |
|    | Italia (bandiera) | A     | Rossetti       |
|    | Italia (bandiera) | D     | Stelio Varoli  |
|    | Italia (bandiera) | A     | Zanotti        |